# Motor de tracción

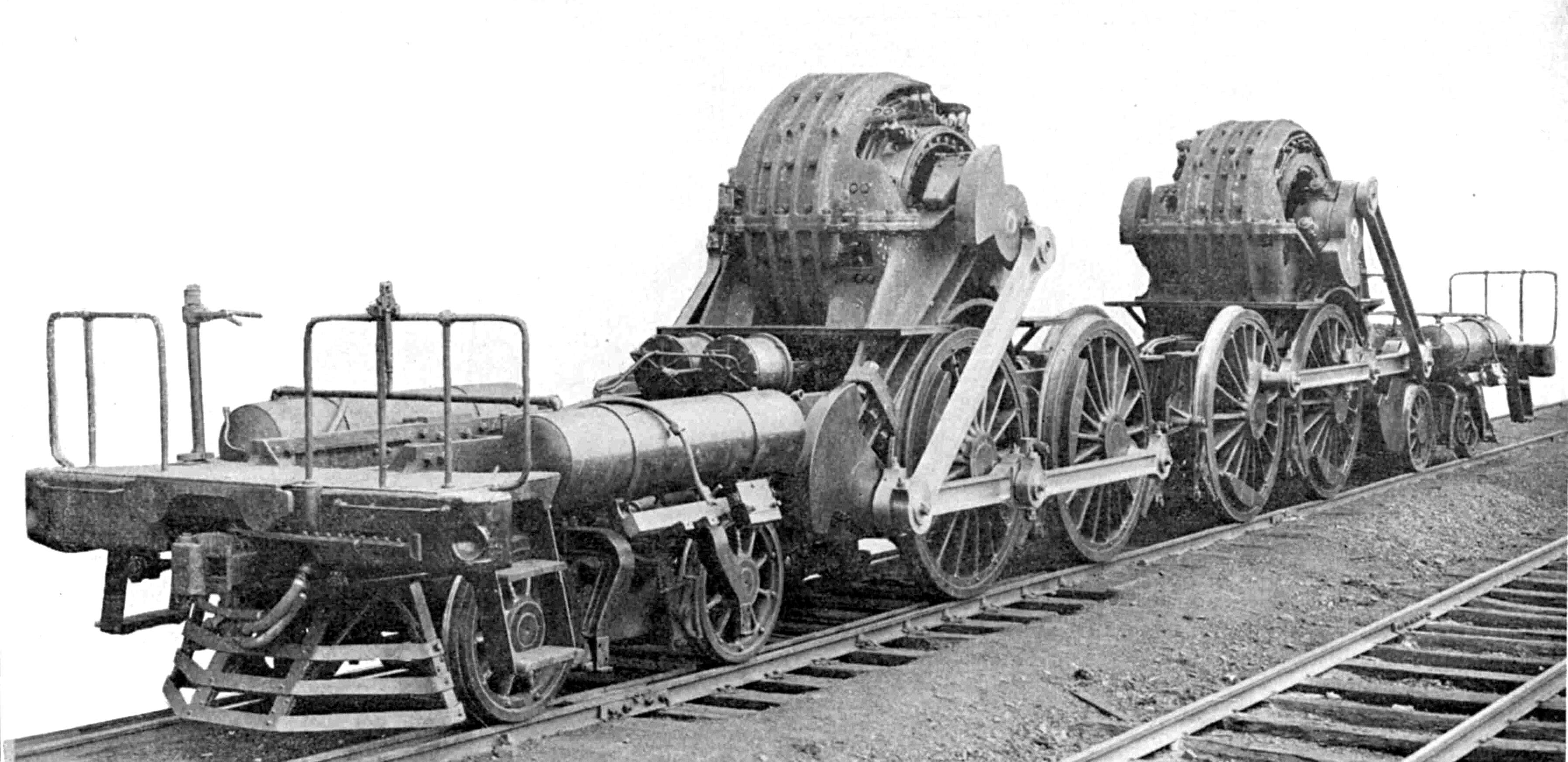
Locomotora eléctrica PRR DD1, sin la carrocería, mostrando sus motores de tracción.

Un motor de tracción es un motor eléctrico que provee el par motor de giro principal de una máquina, usualmente convertido en movimiento lineal (tracción).
Los motores de tracción se usan en todo tipo vehículos desde las locomotoras eléctricas pasando por los coches eléctricos, así como en ascensores y cintas transportadoras.

## Aplicaciones en el transporte

### Ferrocarril
Se dice que el origen de los ferrocarriles modernos fueron los antiguos carros tirados por bestias en las galerías de las minas. Pero realmente, hasta la llegada de la máquina de vapor no aparecieron las primeras locomotoras. Más adelante con la invención de los motores de combustión, en concreto los diésel, se implantaron en las locomotoras mejorando notablemente sus prestaciones respecto a las de la máquina de vapor. En último lugar, se implantaron los motores eléctricos que son con los que actualmente circulan los ferrocarriles.
Estos motores han sido tradicionalmente de corriente continua, funcionando con aproximadamente 600 V. La evolución y la disponibilidad de semiconductores de alta potencia (como los tiristores y los IGBT) han hecho posible la utilización de los motores de corriente alterna a través del control de los mismos.Estos son más simples y altamente fiables. Existen dos tipos de motores:los asíncronos y los síncronos, que se usan solo ocasionalmente (Ej: TGV francés.)

#### Motor de corriente continua
Los motores de CC (corriente continua) son utilizados usualmente en trenes de red convencional, por la facilidad de alimentación, control y que de esta manera no necesitan fases de rectificado ni de inversión. Estos motores trabajan un rango variado de tensiones que van desde los 600 V a los 3000 V.
Las ventajas que ofrece el uso de estos motores, es que ofrecen un alto par a bajas velocidades, además de la posibilidad de controlar sus principales magnitudes (posición y velocidad). Aunque como desventaja presentan mantenimientos costosos y laboriosos, además son grandes y pesados.

#### Motor de corriente alterna
Los motores de CA (corriente alterna) se empezaron a utilizar en los ferrocarriles a finales del siglo XIX / principios del siglo XX, aunque hasta el desarrollo de la electrónica de potencia no se hizo viable el uso de este tipo de máquinas eléctricas. Hoy en día los motores asíncronos trifásicos se utilizan mucho gracias a su bajo mantenimiento y facilidad de fabricación comparado con otros tipos de máquinas eléctricas.